# Juki Abe
Juki Abe (japonsko 阿部 勇樹), japonski nogometaš, 6. september 1981, Čiba, Japonska.
Za japonsko nogometno reprezentanco je odigral 53 uradnih tekem in dosegel 3 gole.